# 寿春路
寿春路，中国安徽省合肥市老城区核心区的一条东西主干道，得名自合肥西北古称寿春的寿县，西起清溪路，东至明光路接长江东路，环城东路以东称寿春东路。寿春路已建成全长约3公里，前身为城东的柳木巷和同春巷以及城西的水西门街，合并后亦曾一度称向阳路。